# Hiroaki Watanabe
Hiroaki Watanabe (jap. 渡部 弘晃, Watanabe Hiroaki; * 18. September 1991 in Iwamizawa) ist ein japanischer Skispringer.

## Werdegang
Watanabe gab am 5. März 2007 auf der Zaō-Schanze in Yamagata sein internationales Debüt im Rahmen des FIS Cup. Dabei landete er bereits in seinem ersten Springen in den Punkterängen. Im Januar 2009 startete er in Sapporo erstmals im Rahmen des Skisprung-Continental-Cup und gewann als 19. überraschend 12 Continental-Cup-Punkte. Damit erreichte er, obwohl es sein einziges Springen in der Saison blieb, Rang 134 der Gesamtwertung der Saison 2008/09. Nur wenige Tage nach seinem ersten Continental-Cup-Springen gehörte er zur japanischen Mannschaft bei den Nordischen Junioren-Skiweltmeisterschaften 2009 in Štrbské Pleso. Nach einem eher enttäuschenden 40. Platz im Einzelspringen, erreichte er mit der Mannschaft im Teamwettbewerb Rang sechs.
Nach zwei Siegen in Yamagata im Rahmen des FIS Cups und bei einem unterklassigen FIS-Springen dauerte es zwei weitere Jahre bis Watanabe erneut in einer höheren Serie antrat. Bis 2011 wechselte er lediglich zwischen FIS-Springen und FIS Cup. Im Januar 2011 startete er in Sapporo wieder im Continental Cup, verpasste jedoch Punkteränge knapp und landete in beiden Springen in den Top 40. Bei der Winter-Universiade 2011 im türkischen Erzurum erreichte er in den beiden Einzelspringen die Plätze 16 und 20.
Zwei weitere Jahre später im Januar 2013 gelangen Watanabe in Sapporo mit zwei 12. Plätzen und einem sechsten Platz im Continental Cup wieder überraschend gute Leistungen. Daraufhin bekam er nur eine Woche später am 19. Januar 2013 einen Startplatz auf der Ōkurayama-Schanze im Rahmen des Skisprung-Weltcups. Bereits in seinem ersten Springen erreichte er den zweiten Durchgang und gewann seine ersten beiden Weltcup-Punkte. Wiederholen konnte er dies im zweiten Springen nicht. Es blieben daher seine einzigen beiden Weltcup-Starts der Saison 2012/13, die er als 79. punktgleich mit dem Russen Anton Kalinitschenko beendete.
Beim Continental-Cup-Wochenende 2020 in Sapporo startete Watanabe, der bisher nur in Japan an Continental-Cup-Wettbewerben teilnahm, zum ersten Mal seit einem Jahr wieder auf internationaler Ebene. Nachdem er bereits am ersten Wettkampftag mit Rang fünf das bis dahin beste Ergebnis seiner Karriere erreicht hatte, konnte er sich beim zweiten Springen noch weiter steigern und stand als Dritter erstmals auf dem Podest. Ende Februar 2020 gewann Watanabe erstmals seit mehr als sieben Jahren wieder Weltcup-Punkte, als er von der Trambulina Valea Cărbunării in Râșnov auf Rang 28 sprang. Er war ins Weltcup-Team gerückt, da sich das A-Team vor den finalen Saisonwochen eine Auszeit nahm.

## Statistik

### Weltcup-Platzierungen
| Saison  | Platz | Punkte |
| ------- | ----- | ------ |
| 2012/13 | 079.  | 002    |
| 2019/20 | 069.  | 003    |

### Grand-Prix-Platzierungen
| Saison | Platz | Punkte |
| ------ | ----- | ------ |
| 2021   | 53.   | 24     |

### Continental-Cup-Platzierungen
| Saison  | Platz | Punkte |
| ------- | ----- | ------ |
| 2008/09 | 134.  | 012    |
| 2012/13 | 092.  | 084    |
| 2013/14 | 113.  | 024    |
| 2017/18 | 151.  | 004    |
| 2018/19 | 124.  | 015    |
| 2019/20 | 054.  | 135    |